# Carcharopsis
Carcharopsis è un genere estinto di pesci appartenenti ai condritti, vissuto nel periodo Carbonifero. Questo genere è noto principalmente per i suoi denti robusti e denticolati, che mostrano caratteristiche peculiari rispetto ad altri squali paleozoici.

## Scoperta e denominazione
Il nome Carcharopsis fu menzionato per la prima volta nel terzo volume del trattato Recherches sur les Poissons Fossiles di Louis Agassiz (1843). Sebbene Agassiz non abbia fornito una descrizione formale, è chiaro che intendeva designare come olotipo l'esemplare NHM P.5445, una corona dentaria isolata proveniente dai calcari carboniferi di Pateley Bridge (Yorkshire, Regno Unito). La validità del genere è stata successivamente confermata da uno studio di Lund e Mapes (1984).
Oltre all’olotipo, la specie tipo Carcharopsis prototypus è nota anche da una dentatura parzialmente articolata trovata negli scisti del Millstone Grit di Crimple Beck, Yorkshire (NHM P.24804). Recenti studi sui microvertebrati provenienti da un’argilla rossa impersistente della Eyam Limestone Formation (Brigantiano, tardo Dinantiano) presso Coleshill Quarry (Derbyshire) hanno portato alla scoperta di ulteriori denti isolati, adatti per analisi istologiche.

## Descrizione

### Anatomia dentaria
I denti di Carcharopsis prototypus sono piuttosto robusti e possono raggiungere un'altezza massima di 25 mm. Hanno una forma asimmetrica e sono compressi labio-lingualmente.
Le principali caratteristiche della corona dentaria includono:
- Cuspide centrale ben sviluppata, affiancata da una o due coppie di cuspidi laterali.
- Bordi taglienti e fortemente denticolati su tutte le cuspidi.
- Denticolazione prominente, con basi lunghe circa 1 mm, disposte perpendicolarmente rispetto al margine della cuspide.
- Dentelli più grandi di circa 0,9 mm, separati da solchi profondi e con base subcircolare in sezione trasversale.
- Serie di dentelli più piccoli lungo i margini taglienti dei dentelli principali.

Sulla faccia labiale delle cuspidi laterali e sulla base mesiale e distale della cuspide centrale sono presenti grosse creste verticali non biforcate, ciascuna delle quali presenta un piccolo accessorio cuspidale alla base.
La radice del dente è molto poco sviluppata, rappresentando solo il 5% dell'altezza totale alla base della cuspide centrale. Ha una forma leggermente reniforme e una vascolarizzazione di tipo anaulacorizoide, con una proiezione linguale (Duffin e Cuny, 2008).
Un'analisi tramite tomografia computerizzata su un reperto ascritto alla specie C. wortheni della formazione Fayettesville dell'Arkansas ha fornito una descrizione più dettagliata dei denti di Carcharopsis, inclusi dettagli sulla vascolarizzazione dentale.
Un aspetto particolarmente significativo è che Carcharopsis è il primo condritto paleozoico in cui è stato riconosciuto un sistema vascolare simile a quello anaulacorizoide, caratteristico degli squali più recenti.

### Basicranio
Uno studio effettuato da Bronson e colleghi (2018) ha descritto il primo basicranio noto appartenente a Carcharopsis wortheni, basandosi su ricostruzioni tridimensionali ottenute tramite tomografia computerizzata ad alta risoluzione di un esemplare precedentemente non descritto.
Carcharopsis wortheni era già noto per le sue mascelle e denti, provenienti dagli scisti di Fayetteville (Mississippiano superiore, medio Chesteriano), ma mai prima d'ora era stato descritto il suo cranio. Il nuovo esemplare conserva frammenti di mascelle e denti associati al basicranio, fornendo importanti informazioni sulla sua anatomia craniale.
Tra le caratteristiche del basicranio, vi sono: 
- La regione occipitale presenta estensioni basse e arrotondate, formando una breve piattaforma occipitale laterale.
- La lamina ipotica è separata dalla capsula otica da una fessura metotica continua.
- La flangia post-orbitale è bassa.
- La cartilagine attorno al canale notocordale è mineralizzata e si presenta frammentata in almeno due pezzi.
- Sono presenti aorte dorsali accoppiate e chiuse, che si ramificano anteriormente in arterie orbitali, con una fossa mediana situata tra le aperture posteriori delle aorte.
- Parti dei canali semicircolari dell’orecchio interno sono visibili, con le relative ampolle associate.